# Karangdukuh
Karangdukuh is een bestuurslaag in het regentschap Klaten van de provincie Midden-Java, Indonesië. Karangdukuh telt 2660 inwoners (volkstelling 2010).